# Amagansett
Amagansett est une census-designated place et un hameau faisant partie de la ville de East Hampton dans le comté de Suffolk, dans l'État de New York, aux États-Unis.